# إليزابيث ميلفيل
كانت إليزابيث ميلفيل، سيدة كولروس (وُلدت نحو عام 1578 – توفيت نحو عام 1640) شاعرة اسكتلندية.
في عام 1603، صارت أول كاتبة اسكتلندية أنثى معروفة ترى أعمالها مطبوعة، وقتما أصدر الناشر روبرت تشارتريز من إدنبرة أول طبعة من آني غودلي دريم، وهي قصيدة من أدب الرؤيا الكالفيني. اكتُشف جزء ضخم من الشعر المخطوط في عام 2002، ويمتد ما بقي منه قرابة 4,500 سطر، وهو مكتوب بالعديد من أشكال الشعر المختلفة. ثمة اثنتي عشرة رسالة أيضًا، إحدى عشرة منها مكتوبة بخط يد المؤلف. كانت ميلفيل عضوًا فاعلًا في المقاومة المشيخية للسياسات الكنسية خاصة الملكين جيمس السادس وتشارلز الأول. كانت صديقة شخصية للشخصيات القيادية في المعارضة المشيخية، الذين انفجر إحباطهم في نهاية المطاف في عام 1637 منتجًا أعمال شغب كتاب الصلاة في إدنبرة، ما قاد إلى إبرام ميثاق فبراير الوطني لعام 1638، وجمعية غلاسكو العامة التي ألغت الأسقفية، واندلاع حروب الممالك الثلاث.
أزاحت جيرمين غرير الستار عن بلاطة منقوشة تحيي ذكرها باعتبارها واحدة من كُتّاب اسكتلندا العظماء في يوم 21 يونيو من عام 2014 في ساحة ماكارز في إدنبرة. النقش اقتباس من قصيدة دريم - «رغم تهديد الطغاة، رغم غضب الأسود وزئيرها، تحدّهم جميعًا، ولا تخش النصر» (طبعة عام 1606).

## خلفيتها العائلية

### آل ميلفيل
كان والد ميلفيل رجل الحاشية والدبلوماسي السير جيمس ميلفيل من هولهيل (1535-1617)، وهو واحد من عديد أبناء مالك الأراضي في فايف السير جون ميلفيل من ريث، وهو من أوائل معتنقي البروتستانتية وأُعدم بتهمة التواصل الخائن مع الغزاة الإنجليز في عام 1548. رغم وراثته قناعات والده البروتستانتية، بدأ السير جيمس حياته المهنية بصفته خادمًا لماري ملكة اسكتلندا في فرنسا في العام 1549. كما فعل أخواه، روبرت ميلفيل من موردوكيرين وأندرو ميلفيل من غارفوك، خدم جيمس لاحقًا ماري في اسكتلندا، وحافظ على ولائه لها بعد سقوطها وإجبارها على التخلي عن الحكم. صار الأخوة ميلفيل مع ذلك في نهاية المطاف خدمًا مخلصين وقيمين لابن ماري، جيمس السادس ملك اسكتلندا. صار السير روبرت أمين الخزانة المفوض في عام 1582، وصار السير أندرو المسؤول عن منزل الملك جيمس (بعد أن خدم الملكة ماري السجينة في هذا المجال أثناء أسرها من قبل الإنجليز)، وتابع السير جيمس نشاطاته الدبلوماسية واسعة المجال. كتاب مذكرات حياته الخاصة، المكتوب في عمر متأخر لغرض تثقيف ولي عهده سياسيًا، مصدر تاريخي معروف. ربما يكون ارتباط السير جيمس الطويل بالبلاط الفرنسي المعروف بوجود النسوة عاليات التعليم، اللاتي كنّ يؤلفن أعمالهن وينشرنها، قد ألهم قراره بتعليم بناته جيدًا، ويُفترض أن ذلك حدث في منزل العائلة، برج هولهيل البائد منذ زمن طويل قرب كوليسي. ورث السير جيمس هولهيل عن والده بالتبني، المحامي هنري بالنافيس، الذي كان صديقًا مقربًا للمُصلح جون نوكس. ومثل نوكس، نُفي بالنافيس لينفذ عقوبة جنائية في فرنسا. موضوع المختار المسيحي المضطهد بارز في شعر إليزابيث ميلفيل؛ إذ أنه بين التزام أبيها المطلق بالعقيدة الإصلاحية، ومكانة جدها لأبيها «الشهيد»، ومعاناة جدها بالتبني بالنافيس بسبب إيمانه، كان سلفها البروتستانتي لا تشوبه شائبة.